# پل برغان

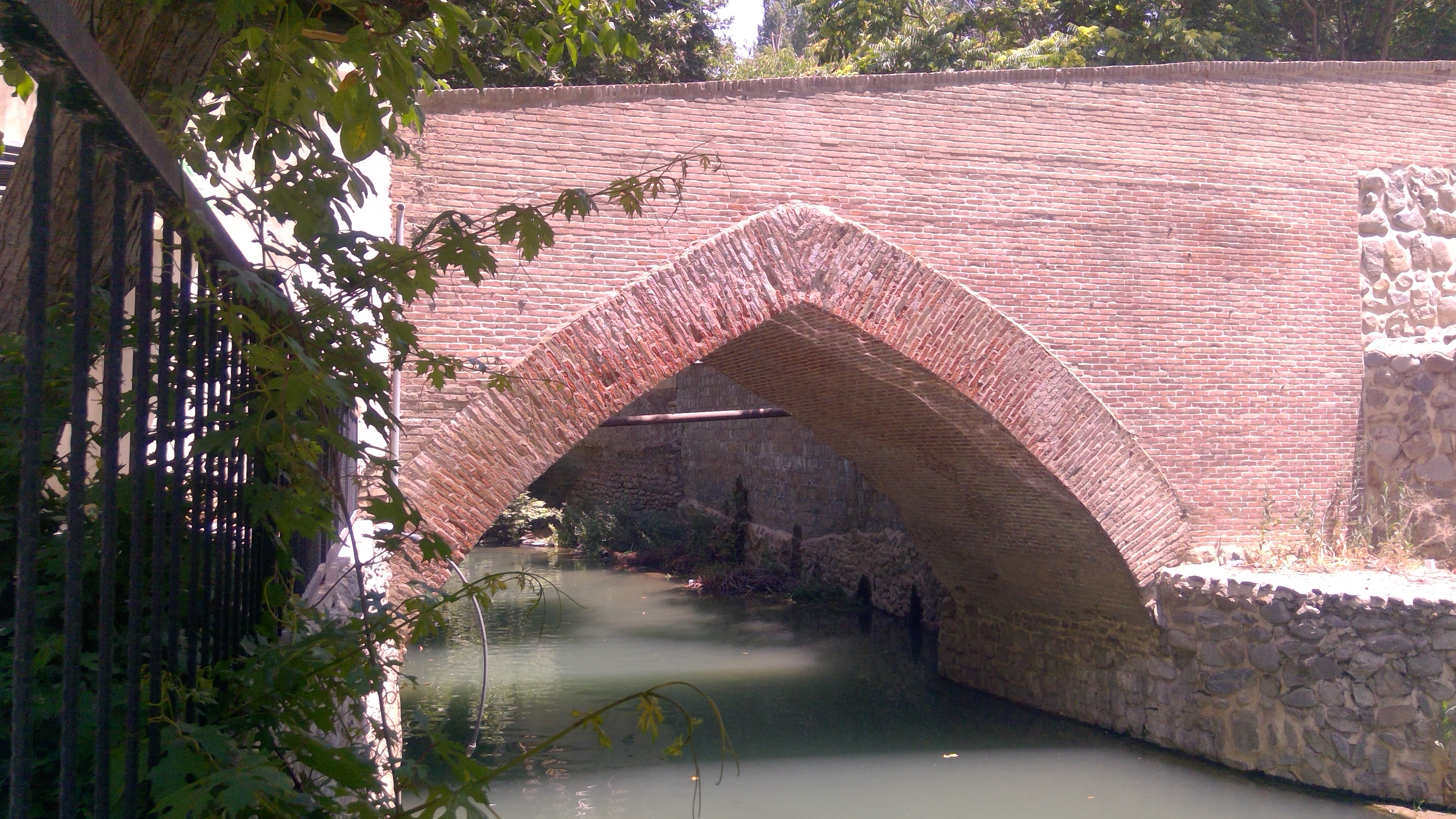
پل تاریخی برغان در تابستان 1401

پل برغان مربوط به دوره صفوی است و در شهرستان ساوجبلاغ، بخش چندار، روستای برغان واقع شده و این اثر در تاریخ ۲ بهمن ۱۳۸۲ با شمارهٔ ثبت ۱۰۸۲۵ به‌عنوان یکی از آثار ملی ایران به ثبت رسیده است.